# Orazio Ciliberti
Orazio Ciliberti (Foggia, 28 settembre 1959) è un politico e magistrato italiano.

## Biografia
Laureato in giurisprudenza presso l'Università degli studi di Bari, è specializzato in diritto amministrativo e scienza dell'amministrazione presso l'Università degli studi di Napoli.
Dal 1997 è magistrato amministrativo. In precedenza era stato, per un breve periodo, quadro della SIP a Roma nel 1985. Dal 1985 al 1997 aveva svolto attività di viceprefetto aggiunto presso le Prefetture di Brindisi e Foggia. In quella veste aveva ricoperto numerosi incarichi di commissario prefettizio nei Comuni, nelle U.S.L., nei consorzi comunali, nelle Comunità Montane e in aziende municipalizzate. Tra le sue azioni amministrative più importanti, svolte nel corso dei numerosi incarichi ricoperti, l'aver riorganizzato l'ospedale civile di Mesagne (Br), l'aver approvato un progetto integrato di recupero e riqualificazione della zona umida della laguna di Varano, nonché un piano per insediamenti produttivi nel Comune di Manfredonia, la qual cosa rese possibile la realizzazione del contratto d'area di Manfredonia, nonché l'aver operato il salvataggio dell'Ataf di Foggia, azienda municipalizzata del trasporto pubblico in crisi, rendendo possibile il mantenimento dei livelli occupazionali in quella azienda.
Dopo un breve periodo di servizio presso il TAR Puglia - Sezione di Lecce (1997-2000), ha esercitato la sua attività di giudice amministrativo presso il TAR Molise a Campobasso (2000-2019), ricoprendo anche la carica di presidente. Da maggio 2019, è Presidente della III Sezione del TAR Puglia - Bari.
Dal 1996 è stato cultore di diritto amministrativo presso la facoltà di giurisprudenza dell'Università degli studi di Foggia. Dal 2001, è stato docente presso la Scuola Superiore di Specializzazione per le professioni forensi dell'Università foggiana.
Nel 1999 è stato candidato sindaco al Comune di Foggia per la coalizione del centro-sinistra; non venendo eletto ha svolto il ruolo di consigliere di opposizione. Nel 2003 è stato eletto al Consiglio provinciale di Foggia nelle liste della Margherita, divenendo in seguito Assessore provinciale alla Formazione professionale e alle politiche del lavoro. Rappresentante del partito della Margherita in seno al Coordinamento regionale a Bari, nelle elezioni comunali del 12 e 13 giugno 2004 è stato nuovamente candidato sindaco di Foggia del centrosinistra, risultando eletto al ballottaggio del 27 e 28 giugno 2004, con il 59,3% dei voti. In questo modo è diventato il primo Sindaco di centrosinistra eletto direttamente dai cittadini. Il 20 febbraio del 2007 ha consegnato le sue dimissioni al capo gabinetto del Comune di Foggia, in seguito ritirate.
Alle primarie del 14 ottobre 2007 è stato eletto membro della costituente del Partito Democratico. Risulta quindi tra i fondatori del PD.
Si candida alle elezioni provinciali di Foggia del 13 e 14 aprile 2008 come consigliere; condizionato dal risultato non esaltante ottenuto in tale tornata elettorale, si dimette di nuovo da sindaco, ma solo per pochi giorni. Non si ricandida poi alle elezioni comunali del 2009.
L'Amministrazione comunale di centrosinistra, guidata da Ciliberti, nel periodo tra il 2004 e il 2009, vara i seguenti provvedimenti: approvazione del progetto di Campus universitario e del progetto del Monoplesso chirurgico del policlinico di Foggia; approvazione del progetto del terminal-bus di Foggia-Stazione, approvazione della variante per il progetto del secondo casello autostradale a Foggia-zona industriale; approvazione del protocollo d'intesa per la riconversione dell'area del dismesso zuccherificio di Foggia; nuova pinacoteca civica e riqualificazione della zona Carmine vecchio; nuova caserma della Polizia municipale a via Manfredonia; approvazione delle linee-guida del nuovo Piano urbanistico generale; creazione della cittadella della solidarietà al rione Candelaro (ex-piastre); approvazione del progetto della nuova caserma dei Vigili del fuoco di via Napoli; approvazione del progetto della cittadella dell'economia a viale Fortore; attivazione concertata con la Regione Puglia di due voli di linea dall'Aeroporto "Gino Lisa" da/per Roma e Milano; creazione del centro comunale per anziani "Palmisani"; riqualificazione di piazza Giordano; riqualificazione della villa comunale (dedicata a Karol Wojtyla); delocalizzazione del mercato settimanale a via Miranda; creazione di una struttura ricettiva per nomadi e senza tetto ad Arpi Nova; realizzazione del primo Piano sociale integrato; attuazione di numerosi interventi intesi a fronteggiare l'emergenza abitativa; adozione del nuovo piano cimiteriale; variante al piano della zona industriale ASI, stipula del Patto per la sicurezza per Foggia, perorazione della medaglia d'oro al valor militare della città (ottenuta nel 2005), approvazione del documento preliminare al Piano urbanistico generale, adozione del piano di recupero del Salice, istituzione del Parco regionale bosco Incoronata, approvazione di numerosi piani economici (piano strategico di area vasta, p.i.t., p.i.s., Dosap, ecc.), ampliamento dell'area industriale dell'Incoronata.
Nella primavera del 2009 difende - tra molte polemiche - la decisione dell'ATAF (Azienda comunale di trasporti) di creare una corsa apposita per il trasporto di stranieri extracomunitari dal centro d'accoglienza di borgo Mezzanone, per motivi di sicurezza.
Dal 2005 al 2008, è stato vicepresidente nazionale dell'A.N.C.I. (Associazione Nazionale dei Comuni Italiani), con delega alla sicurezza urbana. Pubblica nel 2006, per i tipi di ANCI, il volume "La nuova sicurezza urbana: poteri, limiti, libertà". Dal 2008 al 2009, è Presidente nazionale del Comitato di settore degli enti locali.
Ha scritto numerosi articoli e saggi giuridici. Ha pubblicato un pamphlet sulla burocrazia (intitolato "Burocrati e nuvole: digressioni politiche da appendice", ed. ZeroZeroSud, 2001) e due lavori letterari: un apologo (intitolato "L'isola della rugiada divina: apologo della democrazia infelice", ed. Bastogi, 1999) e una silloge poetica (intitolata "Canti per il profeta Karol", ed. III Millennio, 2005). Nel 2018, ha pubblicato il libro di filosofia intitolato "Il sintagma discontinuo. Possibilità, poteri, diritti" (Giapeto Editore Napoli).